# Trebujeni, Orhei
Trebujeni este satul de reședință al comunei cu același nume  din raionul Orhei, Republica Moldova. Localitatea se află la 30 km de Orhei și la 60 km de Chișinău. Satul face parte din zona Codrilor de Est și este așezat pe malul râului Răut, în defileurile formate de retragerea Mării Sarmatice.

## Istorie

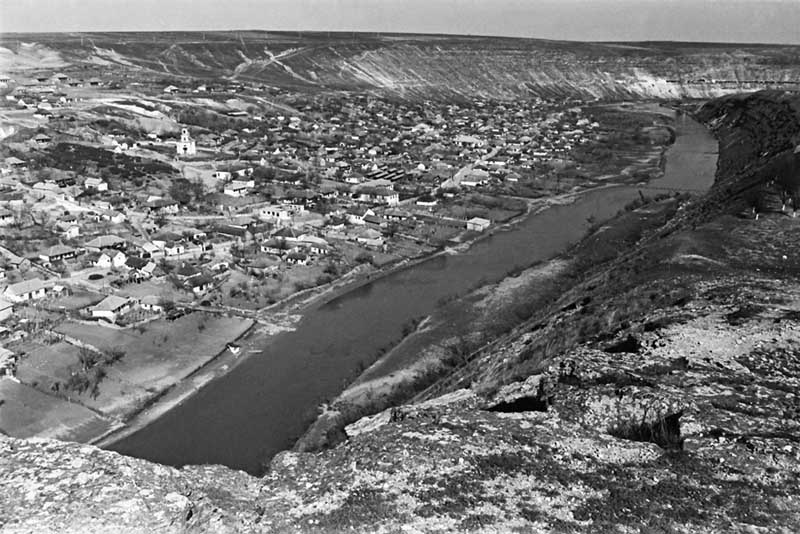
Panoramă a localității din 1970

Cele mai vechi urme de locuire umană de pe teritoriul actual al comunei Trebujeni datează din sec. XIV, ele fiind evidențiate îndeosebi pe teritoriul actualului complex arhitectural „Orheiul Vechi”, unde s-au descoperit numeroase rămășițe arheologice.
La începutul secolului XIV, când sudul și centrul Moldovei a fost cotropit de Hoarda de Aur, țărani în căutare de noi pământuri s-au stabilit pe teritoriul care astăzi formează comuna Trebujeni. Eventual, tătaro-mongolii au cucerit teritoriul și l-au denumit Șehr al-Djedid (Orașul nou). Teritoriul a fost populat cu meșteri care au construit mai multe edificii publice: două hanuri, o moschee, trei băi publice de tip oriental și o nouă cetate de piatră. Ocupația Orheiului Vechi de către tătaro-mongoli a durat până la începutul anilor '60, sec. XIV. După înfrângerea armatei tătaro-mongole în anul 1362, orașul a fost distrus în ruine.
În anul 1499 orașul Orhei a fost prădat de către tătarii din Crimeea, iar în anul 1508 orașul a fost incendiat de către tătari.  Mai târziu, lângă temeliile fostului oraș-cetate Orhei au fost înființate satele Trebujeni, Butuceni și Morovaia.

## Arheologie
Trebujeni este satul ce acoperă orașul medieval Șehr al-Djedid. Prin urmare, în special datorită apropierii sale de Orheiul Vechi, aici au fost descoperite numeroase vestigii și artefacte arheologice relevante. Datorită lor poate fi identificată o continuitate, sau cel puțin o conviețuire, între comunitățile tătarilor musulmani și cea a creștinilor, probabil români. Pe drumul dintre Trebujeni și Orheiul Vechi au fost găsite 989 de monezi din perioada Horzii de Aur care au fost tăiate și reconfecționate în pandantive în formă de cruce. Crucile sunt destul de prost confecționate, de proastă calitate, făcute la reprezeală, fapt visibil în aspectul nearmonios al brațelor lor. Este posibil ca aceste cruci să fi fost popularizate în urma izgonirii tătarilor din zonă odată cu extinderea Țării Moldovei.

## Localizare geografică

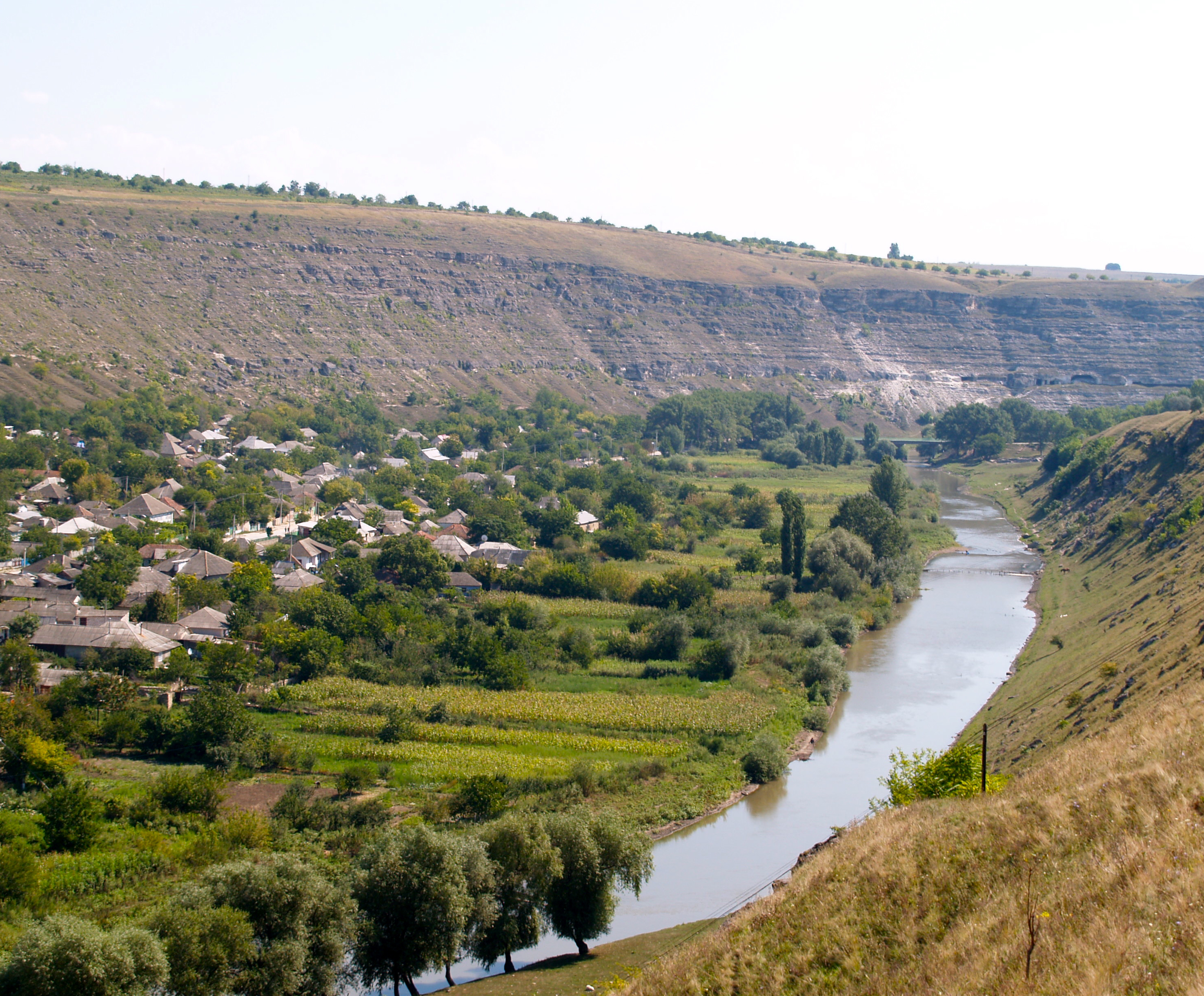
Orheiul Vechi

Comuna are o climă temperat continentală, cu veri lungi, călduroase și plăcute, toamne colorate, ierni blânde, fără geruri mari.
Între Trebujeni și Furceni este amplasată rezervația peisagistică Trebujeni.

## Economie
Economia locală este bazată pe agricultură și turism. Majoritatea locuitorilor (1.778 oameni) sunt implicați în activități economice, dintre care 98% lucrează în cadrul unei gospodării țărănești. Sectorul serviciilor este reprezentat de 4 unități comerciale și 4 pensiuni turistice (Casa de sub stâncă, Casa din Luncă, Casa Verde, Vila Roz). Sub profil confesional, majoritatea locuitorilor este de religie creștină ortodoxă.